# Iolana
Iolana — род бабочек из семейства голубянок.

## Описание
Бабочки сравнительно крупных размеров. Верхняя сторона крыльев у самцов тёмно-синего или голубого цвета, а у самок — коричневого, обычно, с обширным синим напылением у корня крыла и в дискальной части. Нижняя сторона крыльев серого цвета с ровными рядами тёмных постдискальных точек.

## Систематика
Род включает виды, распространенные в Южной и Восточной Европе, Передней и Центральной Азии.
- Iolana alfierii Wiltshire, 1948, Египет
- Iolana andreasi (Sheljuzhko, 1919) Иран.
- Iolana gigantea (Grum-Grshimailo, 1885) Афганистан, Пакистан.
- Iolana iolas Ochsenheimer, 1816
  - Iolana iolas debilitata — марокканские популяции, которые часто рассматриваются как самостоятельный вид Iolana debilitata[2].